# Zaglavlje (diplomatika)
Zaglavlje je egdotički pojam. O zaglavlju govorimo analizirajući edicije diplomatičke građe. Dijelovi zaglavlja su redni broj dokumenta, datacija i regest. Zbog kronološke objave isprava u diplomatičkim edicijama, svaki dokument ima svoj redni broj kojim započinje zaglavlje. Iza njega je izricanje nadnevka i mjesta izdavanja isprave (datum temporale i datum locale) na suvremeni način. Mjesta izdanja isprave ostavljamo u obliku iz isprave ako nisu identificirana. Treći dio je regest kojem esencijalni dio je pravna radnja. Obično su regesti iz zaglavlja na jezicima naroda kojima pripada edicija.